# Marcel Pronovost
Joseph René Marcel Pronovost (15 giugno 1930 – Windsor, 26 aprile 2015) è stato un hockeista su ghiaccio e allenatore di hockey su ghiaccio canadese.

## Biografia
Nel corso della sua carriera ha giocato con Windsor Spitfires (1947/48, 1948/49), Detroit Auto Club (1947/48, 1948/49), Omaha Knights (1949/50), Detroit Red Wings (1949-1951, 1951-1965), Indianapolis Capitals (1950/51), Toronto Maple Leafs (1965-1969, 1969/70), Tulsa Oilers (1969/70, 1970/71).
Da allenatore ha guidato Tulsa Oilers (1969-1972), Chicago Cougars (1972/73), Hull Festivals (1975/76), Hull Olympiques (1976/77, 1978-1980), Buffalo Sabres (1977-1979) e Windsor Spitfires (1981-1983).
Nel 1978 è stato inserito nella Hockey Hall of Fame.